# Deliver Me from Nowhere
Pour plus de détails, voir Fiche technique et Distribution.
Springsteen: Deliver Me from Nowhere est un film américain écrit et réalisé par Scott Cooper, dont la sortie est prévue en 2025.
Il s'agit d'une adaptation de l'ouvrage Deliver Me from Nowhere: The Making of Bruce Springsteen's Nebraska de Warren Zanes racontant l'enregistrement de l'album Nebraska de Bruce Springsteen.

## Synopsis
En 1982, Bruce Springsteen commence à travailler sur son sixième album studio, Nebraska. Après le succès de The River et de sa tournée, il veut revenir à quelque chose de plus simple, dépouillé et très personnel. L'artiste va donc enregistrer ce nouvel album de la manière la plus sobre et la moins compliquée possible : sur une cassette à quatre pistes (Portastudio) dans sa chambre du New Jersey.

## Fiche technique
Sauf indication contraire, les informations mentionnées dans cette section peuvent être confirmées par la base de données cinématographiques IMDb,  présente dans la section « Liens externes ».
- Titre du film : Springsteen: Deliver Me from Nowhere
- Réalisation et scénario : Scott Cooper, d'après Deliver Me from Nowhere: The Making of Bruce Springsteen's Nebraska de Warren Zanes
- Décors : Stefania Cella
- Costumes : Brittany Loar et Kasia Walicka Maimone
- Photographie : Masanobu Takayanagi
- Montage : Pamela Martin
- Producteurs : Scott Cooper, Ellen Goldsmith-Vein, Eric Robinson, Scott Stuber
  - Producteurs délégués : Warren Zanes et Tracey Landon
- Société de production : Gotham Group
- Société de distribution : 20th Century Studios
- Pays de production :  États-Unis
- Langue originale : anglais
- Format : couleur
- Genre : drame biographique, musical
- Dates de sortie[2] : 
  -  France : 22 octobre 2025
  -  États-Unis : 24 octobre 2025

## Distribution
- Jeremy Allen White : Bruce Springsteen
- Jeremy Strong (VF : Bruno Choël) : Jon Landau
- Stephen Graham : Douglas Springsteen
- Odessa Young : Faye
- Paul Walter Hauser : Mike Batlan
- Gaby Hoffmann : Adele Springsteen
- Johnny Cannizzaro : Steven Van Zandt
- Harrison Gilbertson : Matt Delia
- Marc Maron : Chuck Plotkin (en)
- David Krumholtz : Al Teller
- Matthew Anthony Pellicano : Bruce Springsteen, jeune

## Production

### Genèse et développement
Le projet est annoncé en mars 2024. Bruce Springsteen et son manager Jon Landau déclarent être eux-mêmes impliqués dans le film. Celui-ci est notamment produit par  (en), son premier depuis son départ de son poste de Chief of Film chez Netflix. Ellen Goldsmith-Vein (en), Scott Cooper, Warren Zanes et Eric Robinson participent également à la production. Scott Cooper est par ailleurs annoncé comme réalisateur et scénariste, d'après l'ouvrage de Warren Zanes. Jeremy Allen White est ensuite annoncé dans le rôle de Bruce Springsteen, alors qu'A24 est évoqué pour la distribution du long métrage,,. C'est finalement 20th Century Studios qui acquiert les droits de distribution et participe au financement.

### Attribution des rôles
En mai 2024, il est révélé que Jeremy Strong est en négociations pour incarner Jon Landau. Sa présence est officiellement confirmée en octobre 2024. En juin 2024, Paul Walter Hauser et Odessa Young rejoignent la distribution. En septembre 2024, Stephen Graham est annoncé dans le rôle du père de Bruce Springsteen, Douglas. Harrison Gilbertson et Johnny Cannizzaro rejoignent ensuite le film dans des rôles non précisés,,.

### Tournage
Le tournage débute le 28 octobre 2024,.